# PFA Young Player of the Year
Professional Footballers' Association Young Player of the Year (ofte kaldt PFA Young Player of the Year eller simpelt Young Player of the Year) er en årlig pris, der gives til en spiller, der er 23 år eller yngre, der har gjort det bedst i den forgangne sæson. Den gives i starten af den efterfølgende sæson i engelsk fodbold. Prisen har været givet siden 1973-74og vinderen udnævnes af en jury bestående af spillernes fagforening og Professional Footballers' Association (PFA). Den første vinder var Ipswich Town forsvareren Kevin Beattie. Den nuværende vinder er Leroy Sané, der i 2018 vandt prisen efter en flot mesterskabssæson for Manchester City. 
Prisen er åben for spillere på alle niveauer, det vil sige, at alle spillet registreret i det engelske fodboldforbund kan vinde prisen, dog er det endnu kun spillere fra den øverste række, Premier League, der har vundet prisen. Kun Ryan Giggs, Robbie Fowler, Wayne Rooney og Dele Alli har vundet prisen mere end én gang. Kun fem spillere udenfor United Kingdom har vundet prisen. 

## Vindere
Prisen er blevet vundet af 37 forskellige spillere.
| År   | Navn               | Klub                 | Nation     |
| ---- | ------------------ | -------------------- | ---------- |
| 1974 | Kevin Beattie      | Ipswich Town         | England    |
| 1975 | Mervyn Day         | West Ham United      | England    |
| 1976 | Peter Barnes       | Manchester City      | England    |
| 1977 | Andy Gray          | Aston Villa          | Skotland   |
| 1978 | Tony Woodcock      | Nottingham Forest    | England    |
| 1979 | Cyrille Regis      | West Bromwich Albion | England    |
| 1980 | Glenn Hoddle       | Tottenham Hotspur    | England    |
| 1981 | Gary Shaw          | Aston Villa          | England    |
| 1982 | Steve Moran        | Southampton          | England    |
| 1983 | Ian Rush           | Liverpool            | Wales      |
| 1984 | Paul Walsh         | Luton Town           | England    |
| 1985 | Mark Hughes        | Manchester United    | Wales      |
| 1986 | Tony Cottee        | West Ham United      | England    |
| 1987 | Tony Adams         | Arsenal              | England    |
| 1988 | Paul Gascoigne     | Newcastle United     | England    |
| 1989 | Paul Merson        | Arsenal              | England    |
| 1990 | Matthew Le Tissier | Southampton          | England    |
| 1991 | Lee Sharpe         | Manchester United    | England    |
| 1992 | Ryan Giggs         | Manchester United    | Wales      |
| 1993 | Ryan Giggs         | Manchester United    | Wales      |
| 1994 | Andy Cole          | Newcastle United     | England    |
| 1995 | Robbie Fowler      | Liverpool            | England    |
| 1996 | Robbie Fowler      | Liverpool            | England    |
| 1997 | David Beckham      | Manchester United    | England    |
| 1998 | Michael Owen       | Liverpool            | England    |
| 1999 | Nicolas Anelka     | Arsenal              | Frankrig   |
| 2000 | Harry Kewell       | Leeds United         | Australien |
| 2001 | Steven Gerrard     | Liverpool            | England    |
| 2002 | Craig Bellamy      | Newcastle United     | Wales      |
| 2003 | Jermaine Jenas     | Newcastle United     | England    |
| 2004 | Scott Parker       | Chelsea              | England    |
| 2005 | Wayne Rooney       | Manchester United    | England    |
| 2006 | Wayne Rooney       | Manchester United    | England    |
| 2007 | Cristiano Ronaldo  | Manchester United    | Portugal   |
| 2008 | Cesc Fàbregas      | Arsenal              | Spanien    |
| 2009 | Ashley Young       | Aston Villa          | England    |
| 2010 | James Milner       | Aston Villa          | England    |
| 2011 | Jack Wilshere      | Arsenal              | England    |
| 2012 | Kyle Walker        | Tottenham Hotspur    | England    |
| 2013 | Gareth Bale        | Tottenham Hotspur    | Wales      |
| 2014 | Eden Hazard        | Chelsea              | Belgien    |
| 2015 | Harry Kane         | Tottenham Hotspur    | England    |
| 2016 | Dele Alli          | Tottenham Hotspur    | England    |
| 2017 | Dele Alli          | Tottenham Hotspur    | England    |
| 2018 | Leroy Sané         | Manchester City      | Tyskland   |